# Bytom Odrzański (gmina)
Pour les articles homonymes, voir Bytom Odrzański.
Bytom Odrzański est une gmina urbaine-rurale (gmina miejsko-wiejska) ou mixte de la powiat de Nowa Sól, dans la Voïvodie de Lubusz, dans l'ouest de la Pologne.
Son siège administratif (chef-lieu) est la ville de Bytom Odrzański, qui se situe environ 11 kilomètres au sud-est de Nowa Sól (siège de la powiat) et 32 kilomètres au sud-est de Zielona Góra (siège de la diétine régionale).
La gmina couvre une superficie de 52,41 kilomètres carrés pour une population de 5 477 habitants en 2016.

## Histoire
De 1975 à 1998, la gmina est attachée administrativement à la voïvodie de Zielona Góra.

Depuis 1999, elle fait partie de la voïvodie de Lubusz.

## Géographie
Outre la ville de Bytom Odrzański, la gmina inclut les villages et localités de :

Plan de la gmina

- Bodzów
- Bonów
- Bycz
- Drogomil
- Królikowice
- Kropiwnik
- Małaszowice
- Popowo
- Sobolice
- Tarnów Bycki
- Wierzbnica

### Gminy voisines
La gmina de Bytom Odrzański est voisine des gminy suivantes :
- Niegosławice
- Nowa Sól
- Nowe Miasteczko
- Siedlisko
- Żukowice

## Structure du terrain
D'après les données de 2002, la superficie de la commune de Bytom Odrzański est de 52,41 kilomètres carrés, répartis comme telle :
- terres agricoles : 56%
- forêts : 32%

La commune représente 6,8% de la superficie du powiat.

## Démographie
Données du 30 juin 2004:
| Description        | Total  | Total | Femmes | Femmes | Hommes | Hommes |
| ------------------ | ------ | ----- | ------ | ------ | ------ | ------ |
| Unité              | Nombre | %     | Nombre | %      | Nombre | %      |
| Population         | 5 361  | 100   | 2 730  | 50,9   | 2 631  | 49,1   |
| Densité (hab./km²) | 102,3  | 102,3 | 52,1   | 52,1   | 50,2   | 50,2   |